# Bell, Book and Candle
Bell, Book and Candle is een Amerikaanse film uit 1958 van Richard Quine met in de hoofdrollen James Stewart en Kim Novak.
De film is gebaseerd op het gelijknamige toneelstuk uit 1950 van John Van Druten. De Nederlandse titel was Een huis vol heksen. Het vermoeden bestaat dat deze film en zijn voorganger I Married a Witch uit 1942 de inspiratiebron vormden voor de televisieserie Bewitched van Columbia television uit de jaren zestig.
Bell, Book and Candle was een bescheiden succes in 1958, maar lang niet zo succesvol als het oorspronkelijke stuk uit 1950 met Rex Harrison in de hoofdrol. Een van de redenen hiervoor was dat James Stewart zich niet goed thuis voelde in zijn personage. Hij moest de minnaar spelen van Kim Novak, die vijfentwintig jaar jonger was dan hij. Bell, Book and Candle werd genomineerd voor twee Oscars voor de Beste Decors en Beste Kostuums. Geen van beide nominaties werd verzilverd.

## Verhaal
Het is kerstavond en uitgever Shep Henderson is niet blij als hij op die speciale avond wordt lastiggevallen door een praatzieke dame. Ze stelt zich voor als Queenie Holroyd en zegt zijn buurvrouw te zijn. Als ze zijn appartement begint te doorzoeken is de maat vol voor Shep. Nogal bruusk werkt hij de vrouw de deur uit. Wat hij echter niet weet is dat Queenie een gediplomeerde heks is. Ze is de tante van Gil Holroyd, ook een heks, die op de benedenverdieping een winkel in primitieve kunst drijft. Gil is vrijgezel en droomt al jaren om de geliefde te worden van Shep. Maar de uitgever is verloofd en heeft geen oog voor het nichtje van Queenie. Wat Shep ook niet weet, is dat Queenie zijn telefoon heeft behekst. Als hij wil bellen is de lijn zo dood als een pier. Hij loopt naar beneden en vraagt Gil of hij haar telefoon mag gebruiken. Als hij staat te bellen, komt Queenie ook binnen en zegt tegen Gil dat ze nu Shep moet losrukken van zijn verloofde. Een boze Gil geeft haar tante een standje voor misbruik van haar magische krachten. Als Shep de winkel verlaat, hoort hij Queenie zeggen dat zij en Gil 's avonds naar de Zodiac Club gaan. Die avond speelt de broer van Gil, de tovenaar Nicky, bongo in de club. Als Gil ziet dat Shep binnenkomt met zijn hooghartige verloofde Merle, krijgt ze een schok. Merle is een oud-klasgenoot die haar ooit heeft verraden aan het schoolhoofd. Ze zweert gelijk wraak op het meisje. Ze gebruik haar magische krachten om de muziek te bundelen tot een gigantische geluidsstorm die Merle gillend uit de club laat verdwijnen. Later die avond komt Shep thuis en ziet een geheimzinnig vuur in het appartement van Gil. Hij denkt dat er brand is en klopt aan. Gil stelt hem gerust en biedt haar buurman een drankje aan. Vervolgens behekst ze Shep met een liefdesspreuk en de twee brengen de nacht met elkaar door. Terug in zijn kantoor ontmoet Shep de succesauteur Sidney Redlitch. Sidney is een expert op het gebied van hekserij en heeft enkele bestsellers over het onderwerp geschreven. Hij zegt heksen makkelijk te kunnen herkennen. Aanvankelijk is Shep nauwelijks geïnteresseerd tot hij hoort dat heksen vaak samenkomen in de Zodiac. Gelijk nodigt Shep de auteur uit voor een drankje met hem en zijn nieuwe verloofde in de Zodiacclub. In de club onthult Sidney dat hij een boek wil schrijven over heksen in New York. De broer van Gil, Nicky, is gelijk geïnteresseerd en wil tegen vijftig procent van de inkomsten meedoen. Al snel onthult Nicky al zijn geheimen aan Sidney. Intussen doet Shep een aanzoek aan Gil, maar het meisje schrikt even terug, want als ze verliefd wordt, zal ze ook haar krachten verliezen. Maar de aarzeling duurt niet lang en even later accepteert ze Sheps aanzoek. Ze vertelt alles aan Nicky die het maar belachelijk vindt. Gil is bang dat Nicky aan Shep zal onthullen dat ze een heks is en ze vraagt hem te stoppen met het boek van Sidney. Als Nicky weigert, behekst ze het boek en Shep gooit het manuscript in de prullenbak als zijnde waardeloos. Evengoed biecht Gil aan Shep op dat ze een heks is, maar die lacht er om. Toch begint hij te twijfelen en hij confronteert Queenie met de vraag of haar nichtje een heks is. Queenie bevestigt dat Gil hekserij heeft gebruikt en een boze Shep vraagt om hulp. Met de hulp van de tovenares Bianca De Pass verliest de hekserij van Gil haar kracht en is Shep vrij om te gaan. Hij vertrekt onmiddellijk en Gil blijft verloren achter. Later probeert ze om Merle te beheksen, maar ze merkt dat haar krachten niet werken, ze is verliefd op Shep geworden. Maanden gaan voorbij en Gil voelt zich volkomen verlaten. Maar haar tante krijgt medelijden en stuurt de kat van Gil, Pyewacket, naar Shep. Die brengt de kat terug naar Gil en ziet dat het meisje bloost. Van Sidney heeft hij gehoord dat heksen niet blozen en Shep weet nu dat Gil haar krachten kwijt is. Ze omhelzen elkaar en kunnen eindelijk zonder hekserij verliefd op elkaar worden.

## Rolverdeling
| Acteur           | Personage       |
| ---------------- | --------------- |
| James Stewart    | Shep Henderson  |
| Kim Novak        | Gil Holroyd     |
| Jack Lemmon      | Nicky Holroyd   |
| Ernie Kovacs     | Sidney Redlitch |
| Elsa Lanchester  | Queenie Holroyd |
| Hermione Gingold | Bianca de Passe |
| Janice Rule      | Merle Kittridge |
| Howard McNear    | Andy White      |
| Bek Nelson       | Tina            |

## Achtergrond

### Hekserij
De film gaat over moderne heksen die leven tussen ons gewone mensen. De scenarist heeft een aantal elementen uit de hekserij gebruikt in de film. Bijvoorbeeld de kat van Gil, Pyewacket. Deze naam komt van een pamflet, "The Discovery of Witches" (1647) geschreven door Britse heksenjager Matthew Hopkins. Volgens Hopkins hadden heksen de beschikking over een aantal vertrouwelingen, geesten die de vorm van dieren hadden aangenomen. Een vrouw die was gearresteerd wegens hekserij, gaf na dagen te zijn gemarteld de namen van de geesten: Holt, Jarmara, Vinegar Tom, Sacke and Sugar, Newes, Ilemauzer, Pyewacket, Pecke in the Crowne en Griezzel Greedigutt. Volgens de vrouw verscheen een van de geesten als een kat, twee als een hond, en anderen als een zwart konijn, een bunzing en onder andere in hybride vormen zoals een gehoornde hond. Wie nu precies Pyewacket was, blijft echter onbekend. Een andere fenomeen gerelateerd aan hekserij is de titel: "Bell, Book and Candle" (bel, boek en kaars). Bij een excommunicatie werd iemand uit de kerkelijke gemeenschap gestoten. Bij hekserij (een vorm van ketterij en geloofsafval) werd de veroordeelde altijd door de kerk geëxcommuniceerd en vervolgens gedood. Bij een excommunicatie vanwege zware zonden werd de uitdrukking bel, boek en kaars gebruikt. Het gebruik stamt uit de negende eeuw en er waren oorspronkelijk twaalf priesters en een bisschop bij betrokken. Nadat de excommunicatie was uitgesproken werd een bel geluid, de Bijbel gesloten en de brandende kaars gedoofd. De bel kondigde de doodstraf aan, het gesloten boek wees op het voortaan afgesloten zijn van het geloof en de gedoofde kaars op het afgesloten zijn van het licht van God.

### Productie
Het was David O. Selznick die de rechten van de toneelstuk van John van Druten verwierf. Hij wilde er een film van maken met zijn vrouw Shirley Jones in de hoofdrol. Maar dat project ging niet door en de rechten gingen naar Columbia Pictures. De studio wilde graag Rex Harrison in de rol van Shep. Harrison had in 1950 de rol op de planken vertolkt en grote successen geoogst. Maar Harrison bedankte voor de eer. Cary Grant had het scenario gelezen en probeerde daarna fanatiek om de rol van Shep te krijgen. Maar er was inmiddels door Columbia een deal gesloten. Ze hadden Kim Novak aan Paramount uitgeleend voor Vertigo van Alfred Hitchcock op voorwaarde dat James Stewart de hoofdrol zou spelen in Bell, Book and Candle. Novak stond in 1958 op het toppunt van haar roem. Ze had grote successen behaald met Picnic (1955), The Eddy Duchin Story (1956) en Pal Joey (1957). Maar het beste wat haar was overkomen was haar rol naast James Stewart in Vertigo. De film was eerder in 1958 uitgekomen en de critici prezen haar acteertalent. Ze wist dat een nieuwe film naast Stewart dit succes kon herhalen. Stewart was echter niet zo gesteld op Richard Quine als regisseur. Novak wist hem echter te overtuigen dat de film een geweldig project zou zijn. Het feit dat ze in die tijd een verhouding had met Quine vormde een andere belangrijke reden dat Novak de beroemde Stewart wilde overhalen. Maar de grote acteur had het intuïtief goed gezien, hij deugde niet voor de rol van Shep. Ten eerste was hij te oud (Stewart werd vijftig tijdens de opnames en Novak was pas 25) en ten tweede voelde hij zich niet langer in staat de romantische hoofdrol te vertolken. Na deze film zou Stewart ook nooit meer een dergelijke rol spelen en hooguit nog een vader van een jongere dochter  spelen. Maar voor Bell, Book and Candle was het funest dat Stewart geen overtuigende Shep kon neerzetten. Hierdoor bleef zijn vertolking flets en werden hij en Novak overtroefd door een nog jonge Jack Lemmon die een zeer humoristische tovenaar neerzette.

## Nieuwe versie
Op 8 september 1976 zond de NBC in de VS een nieuwe versie uit van de film, bedoeld als proefaflevering voor een nieuwe tv-serie. Yvette Mimieux, Michael Murphy en John Pleshette speelden de hoofdrollen onder regie van Hy Averback. De serie kwam er echter niet.

## Nominaties
Oscars
- Beste Decors – (Cary Odell and Louis Diage)
- Beste Kostuums – (Jean Louis)

Golden Globes
- Beste Film